# Wolfgang Paul (Diplomat)
Wolfgang Paul (* 1947) ist ein ehemaliger österreichischer Botschafter.

## Leben
Wolfgang Paul studierte Rechtswissenschaft an der Universität Wien, an der er zum Doktor der Rechte promoviert wurde. Auch absolvierte er ein Masterstudium an der London School of Economics and Political Science.
Er ist verheiratet und hat drei Kinder.

## Diplomatischer Werdegang
Nach mehreren Jahren Tätigkeit an den österreichischen Botschaften in New Delhi und Sofia war Paul von 1987 bis 1991 Gesandter-Botschaftsrat in Prag. Danach war er stellvertretender Direktor der Diplomatischen Akademie Wien und Abteilungsleiter im Außenministerium. Von 1997 bis 2002 war er Botschafter in Tel Aviv. Von 2002 bis 2007 war er stellvertretender Generaldirektor für Rechts- und Konsularfragen im Außenministerium. Von 2008 bis 2012 war er Botschafter in den Niederlanden und Ständiger Vertreter bei der Organisation für das Verbot chemischer Waffen (OPCW).
Seit seiner Pensionierung ist Paul ehrenamtlich Sonderbeauftragter für die KZ-Gedenkstätte Mauthausen. Er war Mitarbeiter des Österreichischen Staatsarchivs und Mitglied des Honorary Board von „1938-Erinnerung“, des „Vienna Project“ der jüdisch-amerikanisch-österreichischen Künstlerin Karen Frostig, mit dem der Shoah und all ihrer Opfer, des „Anschlusses“ Österreichs an Nazi-Deutschland und der Mitwirkung von Österreichern an NS-Verbrechen gedacht wurden.
Seit 2022 ist Paul Vorsitzender des Internationalen Beirats der KZ-Gedenkstätte Mauthausen.